# Atractus flammigerus
Atractus flammigerus — вид змій родини полозових (Colubridae). Мешкає в Південній Америці.

## Поширення і екологія
Atractus flammigerus мешкають на Гвіанському нагір'ї, в Гаяні, Суринамі, Французькій Гвіані і північно-східній Бразилії. Вони живуть у вологих рівнинних тропічних лісах, серед опалого листя. Зустрічаються на висоті до 600 м над рівнем моря.